# RS-040
Pour les articles homonymes, voir Route 40.
La RS-040 est une route locale de l'État du Rio Grande do Sul localisée dans la mésorégion métropolitaine de Porto Alegre qui part de cette dernière ville, depuis l'Arroio do Sabão, et va jusqu'à Balneário Pinhal, à 94,850 km, où elle rejoint la RS-786. Elle traverse les communes de Porto Alegre, Viamão, Capivari do Sul, Palmares do Sul, et Balneário Pinhal.